# Duncombe (Iowa)
Duncombe es una ciudad situada en el condado de Webster, en el estado de Iowa, Estados Unidos. Según el censo de 2010 tenía una población de 410 habitantes.

## Geografía
Según la Oficina del Censo de los Estados Unidos, la localidad tiene un área total de 5,1 km², la totalidad de los cuales 5,1 km² corresponden a tierra firme.

## Demografía
Según el censo de 2010, había 410 personas residiendo en la localidad. La densidad de población era de 80,39 hab./km². Había 193 viviendas con una densidad media de 37,84 viviendas/km². El 96,1% de los habitantes eran blancos, el 0,49% afroamericanos, el 0,73% asiáticos y el 2,68% pertenecía a dos o más razas. El 0,98% de la población eran hispanos o latinos de cualquier raza.